# HotCha
Hotcha est un trio hongkongais de Cantopop composé de trois chanteuses. Elles travaillent sous le label Newaystars Entertainement.

## Histoire du groupe
Ce groupe a été créé en 2007.

## Membres
- Crystal Cheung (張紋嘉)
- Regen Cheung (張惠雅) (membre précédent)
- Winkie Lai (黎美言)

## Rôles dans des séries
- Colours of Love (森之愛情) (2007) HotCha comme assistantes shopping
- Dressage To Win (盛裝舞步愛作戰) (2008) invitées
- Your Class or Mine (尖子攻略) (2008) Cameo role
- The Season of Fate (五味人生) (2010) Regen Cheung dans le rôle de Lei Shi-mui/Tai Kat, escroc
- Sisters of Pearl (掌上明珠) (2010) Crystal Cheung dans le rôle de Young Chu Pik-Ha